# Alonsoa unilabiata
Alonsoa unilabiata är en flenörtsväxtart som först beskrevs av Carl von Linné d.y., och fick sitt nu gällande namn av Ernst Gottlieb von Steudel. Alonsoa unilabiata ingår i släktet eldblommor, och familjen flenörtsväxter. Inga underarter finns listade i Catalogue of Life.